# American Professional Soccer League
L'American Professional Soccer League (APSL) fou una competició futbolística professional disputada per clubs dels Estats Units i el Canadà que estigué activa entre 1990 i 1996.
Entre 1990 i 1995 fou de facto la màxima competició futbolística dels Estats Units. Les seves dues darreres edicions, 1995 i 1996 canvià el seu nom per A League. A partir de 1996, amb l'aparició de la Major League Soccer, s'integrà dins la United Soccer Leagues, continuant com a segona divisió nacional mantenint el nom The A League.

## Historial
Fonts:
| Temporada | Campió                       | Segon                        | Màxim golejador   |
| --------- | ---------------------------- | ---------------------------- | ----------------- |
| 1990      | Maryland Bays                | San Francisco Bay Blackhawks | Chance Fry        |
| 1991      | San Francisco Bay Blackhawks | Albany Capitals              | Jean Harbor       |
| 1992      | Colorado Foxes               | Tampa Bay Rowdies            | Jean Harbor       |
| 1993      | Colorado Foxes               | Los Angeles Salsa            | Paulinho Criciúma |
| 1994      | Montreal Impact              | Colorado Foxes               | Paul Wright       |
| 1995      | Seattle Sounders             | Atlanta Ruckus               | Peter Hattrup     |
| 1996      | Seattle Sounders             | Rochester Raging Rhinos      | Wolde Harris      |

## Equips participants
- Albany Capitals (1990-91, New York)
- Arizona Condors (1990, Arizona)
- Atlanta Ruckus (1995-96, Georgia)
- Boston Bolts (1990, Massachusetts)
- California Emperors (1990, Califòrnia)
- Colorado Foxes (1990-96, Colorado)
- Fort Lauderdale Strikers (1990-94, Florida)
- Los Angeles Heat (1990, Califòrnia)
- Los Angeles Salsa (1993-94, Califòrnia)
- Maryland Bays (1990-91, Maryland)
- Miami Freedom (1990-92, Florida)
- Montreal Impact (1993-96, Quebec)
- New Jersey Eagles (1990, New Jersey)
- New Mexico Chiles (1990, New Mexico)
- New York Centaurs (1995, New York)
- New York Fever (1996, New York)
- Orlando Lions (1990, Florida)
- Penn-Jersey Spirit (1990-91, Pennsilvània)
- Portland Timbers (1990, Oregon)
- Real Santa Barbara (1990, Califòrnia)
- Rochester Raging Rhinos (1996, New York)
- Salt Lake Sting (1990-91, Utah)
- San Diego Nomads (1990, Califòrnia)
- San Francisco Bay Blackhawks (1990-92, Califòrnia)
- Seattle Sounders (1994-96, Washington)
- Seattle Storm (1990, Washington)
- Tampa Bay Rowdies (1990-93, Florida)
- Toronto Blizzard (1993, Ontario)
- Toronto Rockets (1994, Ontario)
- Vancouver 86ers (1993-96, British Columbia)
- Washington Diplomats (1990, Washington, D.C.)
- Washington Stars (1990, Washington, D.C.)